# Верховный Совет Марийской АССР
Верхо́вный Сове́т Мари́йской АССР  — высший орган государственной власти Марийской Автономной Советской Социалистической Республики в 1938—1994 годах.
Заменил Центральный Исполнительный Комитет Советов рабочих, крестьянских и красноармейских депутатов Марийской АССР.

## История
1-я Конституция Марийской АССР (принята 21 июня 1937 года Чрезвычайным 11-м Съездом Советов республики):

«Статья 19: Высшим органом государственной власти Марийской Автономной Советской Социалистической Республики является Верховный Совет Марийской АССР».

26 июня 1938 года состоялись первые выборы депутатов Верховного Совета Марийской АССР первого созыва. 26 июля 1938 года начала работу первая сессия Верховного Совета Марийской АССР первого созыва. С этой даты ведётся отсчёт деятельности Верховного Совета Марийской АССР. За период с 26 июля 1938 года по 6 января 1994 года состоялось 12 созывов Верховного Совета Марийской АССР. Верховный Совет Марийской АССР 9-го созыва 27 мая 1978 года принял 2-ю Конституцию Марийской АССР. Конституция уполномочила высший орган государственной власти республики решать все вопросы, отнесённые к ведению Марийской АССР, в том числе: принятие Конституции Марийской АССР, внесение в неё изменений, принятие законов Марийской АССР; утверждение государственных планов экономического и социального развития Марийской АССР, государственного бюджета Марийской АССР и отчётов об их исполнении. К полномочиям Верховного Совета было отнесено образование Совета министров Марийской АССР, Комитета народного контроля Марийской АССР, а также осуществление контроля за деятельностью всех подотчётных Верховному Совету государственных органов.
В соответствии с Конституцией марийской АССР в период между сессиями Верховного Совета функции высшего органа государственной власти Марийской АССР осуществлял Президиум Верховного Совета Марийской АССР, подотчётный Верховному Совету во всей своей деятельности. Важным этапом в реформе политической системы явились выборы народных депутатов Верховного Совета Марийской АССР 12-го созыва в марте 1990 года. Впервые в избирательной практике было положено начало альтернативным выборам.

## Председатели Верховного Совета Марийской АССР
- Мамаев Роман Михайлович — (26 июля 1938 — 1 апреля 1944)
- Гребнев Иван Алексеевич — (1 апреля 1944 — 23 апреля 1951)
- Кавалеров Тимофей Ильич — (23 апреля 1951 — 31 марта 1955)
- Скворцов Константин Алексеевич — (31 марта 1955 — 7 февраля 1956)
- Москвичёв Иван Романович — (7 февраля 1956 — 18 марта 1959)
- Воробьёв Василий Михайлович — (18 марта 1959 — 31 марта 1967)
- Коротков Пётр Ефимович — (31 марта 1967 — 14 апреля 1983)
- Ишалёв Валентин Петрович — (14 апреля 1983 — 21 марта 1985)
- Рыбаков Николай Фёдорович — (21 марта 1985 — 26 апреля 1990)
- Посибеев Григорий Андреевич — (26 апреля 1990 — 21 августа 1990)
- Зотин Владислав Максимович — (22 августа 1990 — 24 декабря 1991)
- Минаков Юрий Александрович — (24 декабря 1991 — 26 января 1994)[2]

## Председатели Президиума Верховного Совета Марийской АССР
- Кавалеров Тимофей Ильич — (26 июля 1938 – 3 апреля 1944)
- Рябчиков Николай Петрович — (3 апреля 1944 — 5 мая 1948)
- Мамаев Роман Михайлович  — (5 мая 1948 — 24 апреля 1951)
- Щербаков Прохор Васильевич  — (24 апреля 1951 — 18 марта 1959)
- Москвичёв Иван Романович  — (18 марта 1959 — 15 июля 1968)
- Алмакаев Пётр Афанасьевич  — (15 июля 1968 — 17 декабря 1979)
- Романов Виталий Иосифович  — (17 декабря 1979 — 26 апреля 1990)[2]

## См.также
- Государственное Собрание Республики Марий Эл